# Maison du Peuple (Poulseur)
La maison du Peuple de Poulseur est un immeuble de style art déco construit en 1921 à  Poulseur (commune de Comblain-au-Pont) en province de Liège (Belgique).

## Histoire
En 1898, un vaste immeuble est acquis dans le centre du village de Poulseur par les ouvriers carriers sprimontois groupés en société coopérative. Poulseur compte aussi à cette époque de nombreuses carrières. Une salle de réunion, un café, un magasin et un dépôt de charbon y sont créés. Incendié par l’occupant allemand en 1917 pendant la Première Guerre mondiale, le bâtiment est reconstruit en 1921 dans le style devenant à la mode à cette époque : le style art déco. Propriété de l’Union coopérative de Liège jusqu’en 1989, la maison du Peuple abritait un magasin COOP, un café et une salle des fêtes. En 1997, l'immeuble, devenu vétuste, est racheté par la commune de Comblain-au-Pont pour être entièrement restauré et rouvert le 15 novembre 2008.

## Situation
La Maison du Peuple se situe au centre du village de Poulseur au n°5 de la place Puissant.

## Description

### La façade
La façade construite en moellons de grès extraits des carrières toutes proches est rythmée horizontalement et verticalement par des bandeaux de pierre de taille. L’immeuble de style art déco comporte trois niveaux et quatre travées. Les trois travées de gauche sont symétriques et celle du milieu est coiffée d'un fronton courbe reprenant en cartouche l’inscription Maison du Peuple. La date 1921 figure sous un ensemble de sept petites baies. On notera au centre, un balcon en ferronnerie aux motifs géométriques qui permettait à d’éventuels tribuns de s’adresser à la foule. Ce balcon précède une belle baie vitrée divisée par deux pilastres en pierre de taille. Les niveaux supérieurs de la travée de droite sont percés de deux triplets de baies superposés. Le rez-de-chaussée se compose de vitrines et portes d'entrée.

### L'intérieur
La salle des fêtes, décorée de moulures en stuc, occupe le premier étage. Cette salle d’environ 150 m² peinte en blanc et rouge met en valeur ces moulures par un recouvrement de celles-ci en couleurs vives telles que le rouge, le bleu et le jaune.

## Classement
Les façades et toitures ainsi que les décorations intérieures de la salle des fêtes, les plafonds des pièces du rez-de-chaussée (café, hall d'entrée et ancienne coopérative), les carrelages du café, les parquets en chêne du premier étage, les portes intérieures, les cages d'escalier et les rambardes en fer forgé  sont classées et reprises sur la liste du patrimoine immobilier classé de Comblain-au-Pont depuis 1998.

### Sources et liens externes
- http://users.skynet.be/vincent.rixhon/ComblainAuPont/MaisonPeuple.html
- http://www.comblainaupont.be/tourisme/a-decouvrir/les-sites-phares-du-patrimoine/patrimoine-bati/la-maison-du-peuple-de-poulseur